# Aglomeração de Îles-de-la-Madeleine
A Aglomeração de Îles-de-la-Madeleine é uma região equivalente a uma regionalidade municipal situada na região de Gaspésie-Îles-de-la-Madeleine na província canadense de Quebec. Com uma área de quase duzentos quilómetros quadrados, tem, segundo dados de 2006, uma população de cerca de treze mil pessoas. Ela foi formalmente criada em 1 de janeiro de 2006, sendo composta por 2 municípios.

## Municípios
- Les Îles-de-la-Madeleine
- Grosse-Île